# علوم عسكرية

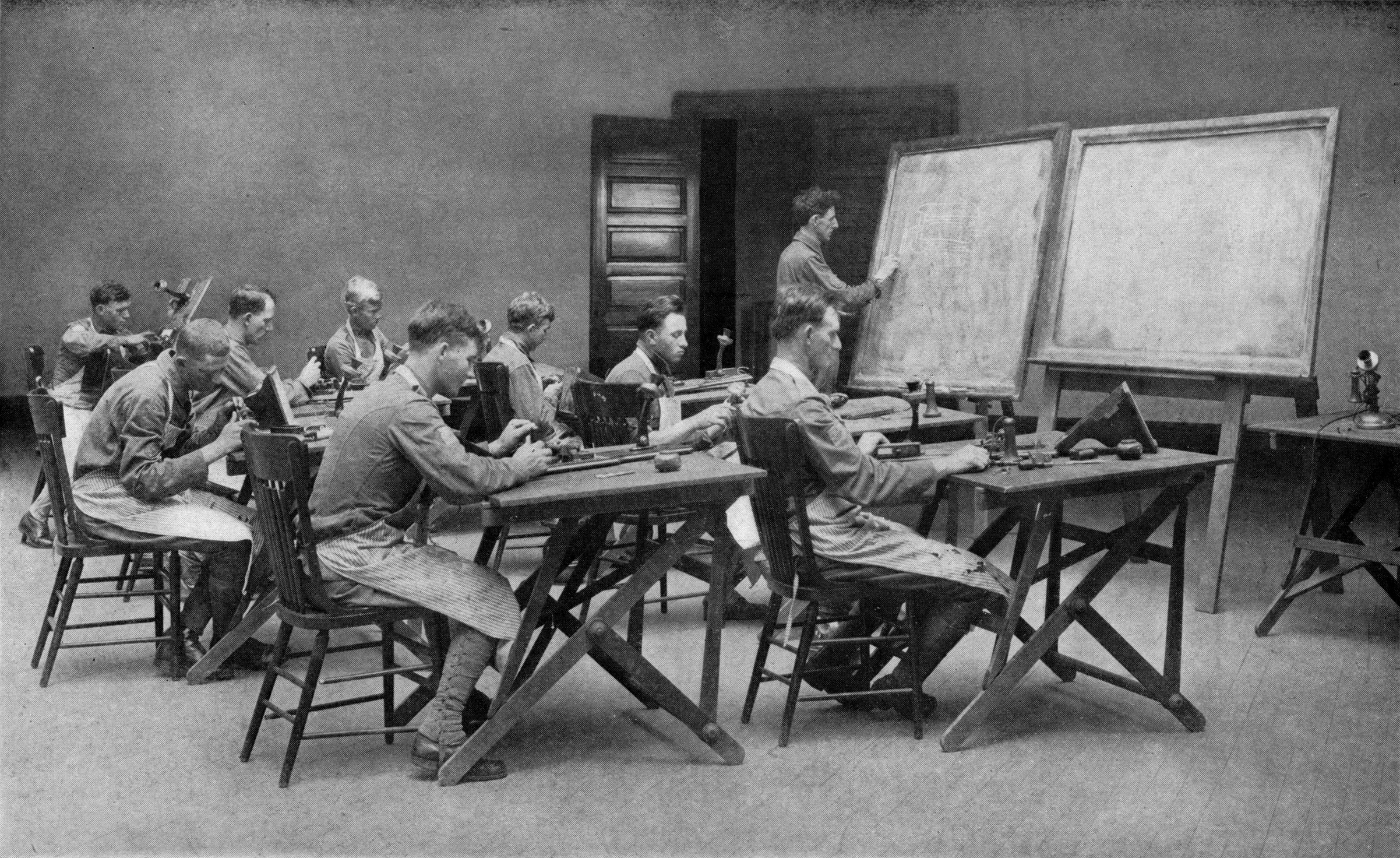

العلوم العسكرية هي دراسة العمليات والمؤسسات والسلوك العسكري، إلى جانب دراسة الحرب، والجانب النظري والتطبيقي للقوة القسرية المنظمة. يركز بشكل أساسي على الجانب النظري والطريقة والممارسة لإنتاج القوة العسكرية بطريقة تتفق مع سياسة الدفاع الوطني. تخدم العلوم العسكرية في تحديد العناصر الاستراتيجية والسياسية والاقتصادية والنفسية والاجتماعية والعملية والتكنولوجية والتكتيكية اللازمة للحفاظ على الأفضلية النسبية للقوة العسكرية؛ وزيادة الاحتمالية والنتائج المرغوبة لتحقيق النصر في السلام أو أثناء الحرب. يشمل علماء الجيش واضعي النظريات والباحثين والعلماء التجريبيين والعلماء التطبيقيين والمصممين والمهندسين وفنيي الاختبار وغيرهم من الموظفين العسكريين.
يحصل الموظفون العسكريون على الأسلحة والمعدات والتدريب لتحقيق أهداف إستراتيجية محددة. تستخدم العلوم العسكرية أيضًا لإثبات قدرة العدو بمثابة جزء من الاستخبارات التقنية.
في التاريخ العسكري، استُخدمت العلوم العسكرية خلال فترة الثورة الصناعية مصطلحًا عامًّا للإشارة إلى جميع مواضيع الجانب النظري العسكري وتطبيق التكنولوجيا كتخصص أكاديمي مفرد، بما في ذلك تعيين واستخدام القوات في وقت السلم أو في المعركة.
في التعليم العسكري، غالباً ما تكون العلوم العسكرية اسمًا لقسمٍ في مؤسسة تعليمية مسؤولة عن تعليم الضابط المرشح. ومع ذلك، يركز هذا التعليم عادة على التدريب القيادي للضابط والمعلومات الأساسية حول استخدام النظريات العسكرية والمفاهيم والطرق والنظم، والخريجين ليسوا علماء عسكريين عند الانتهاء من الدراسات، بل ضباط جيش مبتدئين.

## توظيف المهارات العسكرية
في المقام الأول، يهتم العلم العسكري بمن سيشارك في العمليات العسكرية، وما هي مجموعات المهارات والمعرفة التي سيحتاجون إليها للقيام بذلك بفعالية وإلى حد ما ببراعة.

### التنظيم العسكري
يطوّر الطرق المثلى لإدارة وتنظيم الوحدات العسكرية، وأيضًا الجيش ككل. بالإضافة إلى ذلك، يدرس هذا المجال الجوانب الأخرى المرتبطة مثل التجنيد والتسريح، والسيطرة العسكرية على المناطق التي غُزيَت حديثًا (أو المحررة) من سيطرة العدو.

### هيكلة القوة
هيكلة القوة هي الطريقة التي يُنظّم بها ويُدرّب الأفراد والأسلحة والمعدات التي يستخدمونها للعمليات العسكرية، بما في ذلك المعركة. يعتمد تطوير هيكل القوة في أي بلد على الاحتياجات الاستراتيجية والعملية والتكتيكية لسياسة الدفاع الوطني والتهديدات المحددة للبلد والقدرات التكنولوجية للتهديدات والقوات المسلحة.
يُوجّه تطوير هيكل القوة بالاعتبارات العقائدية للانتشار والاستخدام الاستراتيجي والعملي والتكتيكي للتشكيلات والوحدات العسكرية في الأقاليم والنطاقات والمناطق التي يُتوقع أن يؤدوا فيها مهامهم وواجباتهم. تنطبق هيكلة القوة على جميع الخدمات المسلحة، ولكن ليس على المنظمات الداعمة لها مثل تلك المستخدمة لأنشطة البحث العلمي في مجال الدفاع.
يوجّه هيكل القوة للولايات المتحدة بجدول التنظيم والمعدات («تي آو إي» أو «تي آو وإي»). إن «تي آو إي» هي وثيقة نُشرت من قبل وزارة الدفاع الأمريكية والتي تنص على تنظيم وتزويد وتجهيز الوحدات من تلك بحجم الفرقة إلى الأصغر حجمًا، وتشمل أيضًا مقر قيادة الفيالق والجيوش.
توفر هيكلة القوة أيضًا معلومات عن مهمة وقدرات وحدات محددة، فضلاً عن الوضع الحالي للوحدة من حيث الموضع والاستعداد. تُطبّق تي آو إي العامة على نوع من الوحدات (على سبيل المثال، المشاة) بدلاً من وحدة محددة (فرقة المشاة الثالثة). وبهذه الطريقة، تتبع جميع الوحدات التابعة لنفس الفرع (مثل المشاة) نفس المبادئ التوجيهية الهيكلية التي تسمح بتمويل وتدريب واستخدام أكثر فعالية للوحدات المتشابهة عمليًا.

### التعليم والتدريب العسكري
يدرُس المنهجية والممارسات المعنية في تدريب الجنود، «إن سي أو» (الضباط غير المكلفين، أي الرقيب والعريف)، والضباط. يمتد إلى تدريب الوحدات الصغيرة والكبيرة، سواء بشكل فردي أم بالتنسيق مع بعضها لكل من للكوادر العادية والاحتياطية. يهتم التدريب العسكري، وخاصة للضباط، أيضًا بالتعليم العام والتلقين السياسي للقوات المسلحة.

## وصلات خارجية
- العلوم العسكرية في الحضارة الإسلامية، علوم تجريبية، موقع قصة الإسلام